# Сусень (Муреш)
Сусень, Сусені (рум. Suseni) — село у повіті Муреш в Румунії. Адміністративний центр комуни Сусень.
Село розташоване на відстані 284 км на північ від Бухареста, 32 км на північний схід від Тиргу-Муреша, 86 км на схід від Клуж-Напоки, 145 км на північний захід від Брашова.

## Населення
За даними перепису населення 2002 року у селі проживали 1554 особи.
Національний склад населення села:
| Національність | Кількість осіб | Відсоток |
| -------------- | -------------- | -------- |
| румуни         | 709            | 45,6%    |
| угорці         | 681            | 43,8%    |
| цигани         | 162            | 10,4%    |

Рідною мовою назвали:
| Мова      | Кількість осіб | Відсоток |
| --------- | -------------- | -------- |
| румунська | 788            | 50,7%    |
| угорська  | 679            | 43,7%    |
| циганська | 86             | 5,5%     |